# Acanthascus mirabilis
Acanthascus mirabilis är en svampdjursart som beskrevs av Schulze 1899. Acanthascus mirabilis ingår i släktet Acanthascus och familjen Rossellidae. Inga underarter finns listade i Catalogue of Life.